# Spartan C4
Dimensions
Le Spartan C4 est un avion biplan à cabine de quatre places conçu et construit par la Spartan Aircraft Company dans les années 1930.

## Développement

### Contexte historique
Le premier modèle a été le C4-225, un monoplan à aile haute motorisé par un  moteur Wright J6 5 cylindres en étoile de 225 ch (168kW).

### Production et essais
Seulement 5 Spartan C4-235 ont été construits et ils ont été suivis par un C4-300 avec un moteur en étoile Wright R-975 de 300 ch (224 kW) et par un C4-301 avec un moteur Pratt & Whitney Wasp Junior de 300 ch (224 kW).

## Descriptif technique

### Caractéristiques générales
- Équipage : Un ou deux ;
- Capacité : 2 ou 3 passagers, (quatre sièges au total) ;
- Taille : 50 ft (15 m) ;
- Envergure : 32 pi 3,75 po (9,8489 m) ;
- Hauteur : 9,2 m (7 pi) ;
- Surface alaire : 299 pieds carrés (27,8 m2) ;
- Poids à vide : 2 325 lb (1 055 kg) ;
- Poids brut : 3 515 lb (1 594 kg) ;
- Capacité de carburant : 85 US gal (320 l; 71 imp gal) dans deux réservoirs d’aile ;
- Capacité d’huile : 6 US gal (23 l; 5,0 imp gal) ;
- Groupe motopropulseur : 1 × moteur à pistons radiaux refroidi par air Wright J-6 9 cylindres, 240 ch (180 kW) ;
- Hélices : hélice en acier à pas fixe à 2 pales

### Performance
- Vitesse maximale : 129,7 mph (208,7 km/h, 112,7 kn) ;
- Vitesse de croisière : 109 mph (175 km/h, 95 kn) ;
- Vitesse d’atterrissage : 51 mph (82 km/h) ;
- Plafond de service : 15 000 pi (4 600 m) ;
- Taux de montée : 905 ft/min (4,60 m/s) initial ;
- Charge alaire : 11 kg/m7 (57,2 lb/pi<>)) ;
- Puissance/masse : 14,65 lb/ch (8,91 kg/kW)

## Versions

### C4-225
Avion de production avec un moteur en étoile Wright J-6 de 225 ch (168 kW), 5 construits,.

### C4-300
Variante avec un moteur en étoile Wright R-975 de 300 ch (224 kW), 1 construit,.

### C4-301
Variante un moteur en étoile Pratt & Whitney Wasp Junior de 300 ch (224 kW), 1 construit,.